# Aspilota phyllotomae
Aspilota phyllotomae är en stekelart som beskrevs av Fischer 1971. Aspilota phyllotomae ingår i släktet Aspilota och familjen bracksteklar. Inga underarter finns listade.